# Verdeh
Verdeh är en ort i Iran.   Den ligger i provinsen Markazi, i den nordvästra delen av landet, 120 km väster om huvudstaden Teheran. Verdeh ligger 1 826 meter över havet och antalet invånare är 562.
Terrängen runt Verdeh är lite bergig. Runt Verdeh är det ganska glesbefolkat, med 27 invånare per kvadratkilometer. Närmaste större samhälle är Sheqānlīq, 18,5 km söder om Verdeh. Trakten runt Verdeh består i huvudsak av gräsmarker.